# Germano (mestre da cavalaria)
Germano (em latim: Germanus) foi um oficial bizantino do século VI, ativo durante o reinado do imperador Justiniano (r. 527–565). Foi um dos comandantes de cavalaria do exército de Belisário na Batalha de Dara de junho de 530. Estava estacionado na ala direita com Doroteu, João, Cirilo e Marcelo. Talvez pode ser identificado com o primo homônimo do imperador, mas a principal fonte do período, Procópio de Cesareia, não faz essa menção. Também é possível que seja avô do césar homônimo.